# Luc Nijholt
Luc Nijholt (Zaandam, 29 juli 1961) is een Nederlandse voetbalcoach en voormalig voetballer.
Luc Nijholt begon zijn voetballoopbaan bij de voetbalvereniging ZVV uit Zaandam. In 1981 debuteerde hij in het betaalde voetbal bij FC Haarlem. Na zeven jaar bij deze club te hebben gevoetbald, speelde hij achtereenvolgens bij AZ, FC Utrecht, BSC Old Boys Basel, Motherwell FC, Swindon Town en FC Volendam. In 1998 sloot hij zijn voetbalcarrière af. Met Motherwell won hij in 1991 de Scottish Cup.
Als trainer was Nijholt actief bij Hellas Sport, Zaanlandia en AZ (jeugd). Sinds medio 2005 was hij hoofdtrainer bij Stormvogels Telstar uit Velsen. Daarna ging hij in seizoen 2008 - 2009 als assistent trainer met Co Adriaanse mee naar Red Bull Salzburg in Oostenrijk en in 2010 wederom als assistent trainer van Adriaanse naar Qatar om het Olympisch elftal te trainen. Hij werd tegelijk met coach Adriaanse eind maart 2011 ontslagen.
Hij was in 1984 de vriend van Sandra van Raalten, die in een boetiek in Zaandam werd vermoord (zie: de Zaanse paskamermoord). Zijn zoon Gianluca Nijholt werd net als zijn vader betaald voetballer.
Als trainer was Nijholt actief bij een flink aantal clubs, waaronder Telstar en clubs in China en Qatar. Daarna werd hij hoofd opleidingen bij Dinamo Tbilisi in Georgië.
Nijholt werd op 31 december 2015 trainer van het Chinese Maizhou Hakka FC. Hier stapte hij in juli 2016 weer op. Daarna werd hij assistent-trainer bij FC Utrecht, waar hij in augustus 2018 opstapte.

## Clubs (als speler)
| Seizoen   | Club               | Land        | Competitie              | Wedstrijden | Doelpunten |
| --------- | ------------------ | ----------- | ----------------------- | ----------- | ---------- |
| 1981-1982 | FC Haarlem         | Nederland   | Eredivisie              | 25          | 1          |
| 1982-1983 | FC Haarlem         | Nederland   | Eredivisie              | 27          | 1          |
| 1983-1984 | FC Haarlem         | Nederland   | Eredivisie              | 30          | 1          |
| 1984-1985 | FC Haarlem         | Nederland   | Eredivisie              | 28          | 1          |
| 1985-1986 | FC Haarlem         | Nederland   | Eredivisie              | 26          | 2          |
| 1986-1987 | FC Haarlem         | Nederland   | Eredivisie              | 30          | 0          |
| 1987-1988 | FC Haarlem         | Nederland   | Eredivisie              | 18          | 1          |
| 1987-1988 | AZ                 | Nederland   | Eredivisie              | 9           | 0          |
| 1988-1989 | FC Utrecht         | Nederland   | Eredivisie              | 18          | 0          |
| 1989-1990 | BSC Old Boys Basel | Zwitserland | Liga Promotion          | 27          | 4          |
| 1990-1991 | Motherwell FC      | Schotland   | Scottish Premier League | 23          | 0          |
| 1991-1992 | Motherwell FC      | Schotland   | Scottish Premier League | 39          | 5          |
| 1992-1993 | Motherwell FC      | Schotland   | Scottish Premier League | 24          | 0          |
| 1993-1994 | Swindon Town       | Engeland    | Premier League          | 39          | 5          |
| 1994-1995 | Swindon Town       | Engeland    | Division One            | 24          | 0          |
| 1995-1996 | FC Volendam        | Nederland   | Eredivisie              | 17          | 0          |
| 1996-1997 | FC Volendam        | Nederland   | Eredivisie              | 26          | 1          |
| 1997-1998 | FC Volendam        | Nederland   | Eredivisie              | 17          | 0          |
| Totaal    |                    |             |                         | 458         | 20         |